# 伊勢華
伊勢 華（いせ さかえ、1822年（文政5年） - 1886年（明治19年）2月1日）は、幕末の長州藩士。明治時代の官吏。倉敷県知事。宮内省京都支庁長官。名は華、諱は氏華、字は君韡、通称は織之助、瀬兵衛、（北条）新左衛門、変名は小淞、秋航、管田。旧姓は北条。

## 経歴
北条瀬兵衛氏輔の長男として長門国萩小松江に生まれる。1830年（天保元年4月）家督を相続し、1835年（天保6年）緒方十郎左衛門に礼式を学ぶ。1837年（天保8年）藩校明倫館へ入学し、1842年（天保13年）廟司役、1845年（弘化2年）書物方役、1848年（嘉永元年）退館して蔵元検使となる。
1852年（嘉永5年）手廻組に加えられ江戸方大検使に転じ、1854年（安政元年）海防用務を以て相州備場へ差遣、ついで帰萩し大組に列せられる。1855年（安政2年）大坂検使、1857年（安政4年）江戸方用所役兼地方所帯方役、1859年（安政6年）西洋学所に入り、1860年（万延元年）当職手元役、1863年（文久3年）蔵元役で大坂詰となり、1864年（元治元年7月）帰国、同年11月に辞職した。
1865年（慶応元年2月）表番頭格として所帯方役、1866年（慶応2年2月）手元役、同年5月、伊勢と改姓、10月、郡奉行役を兼務した。1867年（慶応3年2月）上々勘算用聞役として討幕軍出征の輜重会計を監督した。
1868年（明治元年7月）新政府に召されて徴士・奈良府判事、1869年（明治2年7月）倉敷県知事に任じたが、1871年（明治4年）窮民救助方に専断の処置があったため謹慎を命ぜられ、1872年（明治5年）退官帰国して文筆生活を送る。
のち再び出仕し、宮内省京都支庁長官に就任。在任中に肺炎により死去した。

## 栄典
位階
- 1884年（明治17年）4月24日 - 正六位[1]
- 1886年（明治19年）2月1日 - 従五位[1]

## 親族
- 弟：伊勢煥（官吏、銃砲鋳造局長、火薬精煉局長）[3]